# 薄雙線䲁
薄雙線䲁（學名：Enneapterygius gracilis），為輻鰭魚綱䲁形目三鰭䲁科雙線䲁屬的一個種，分布於澳洲北部海域，深度0至15公尺，體長可達2.8公分，棲息在珊瑚礁區的潮池，雌魚產附著性卵在藻類築的巢，雄魚會守護卵，幼魚為浮游性，生活習性不明。